# أرجين دوندورب
أرجين دوندورب ولد أدريانوس ماتيوس (أرجين) في سبتمبر 1963، درس في هولندا في جامعة أمستردام التعليمية طبيب عناية مكثفة، ونائب مدير ورئيس قسم أبحاث الملاريا، وحدة أبحاث ماهيدول أكسفورد، بانكوك، تايلاند معروف بالفيزيولوجيا المرضية وعلاج الملاريا الحادة ومقاومة الأدوية المضادة للملاريا وتطوير ممارسة العناية المركزة. متزوج من مارجا شيلسترا ولديه طفلان.
هو مكثف هولندي ورئيس وحدة أبحاث الطب الاستوائي في بانكوك، تايلاند. تدرب كطبيب أمراض معدية ويعيش في بانكوك منذ عام 2000. وهو مشهور بأبحاثه حول الملاريا المنجلية الشديدة، وهو مرض يتطلب عناية مركزة في المستشفى، وهو  اهتمام طوره بعد دراسات في علم الريولوجيا. يسلط دوندورب الضوء على الأهمية الكبيرة لمقاومة الأدوية المضادة للملاريا، وخاصة الأرتيسونات التي تم استخدامها لعلاج الملاريا. نتيجة لذلك يرأس فريق الخبراء التقنيين لمنظمة الصحة العالمية المعني بمقاومة الأدوية المضادة للملاريا واحتواءها.

## النشأة والتعليم
ولد في أوترخت، هولندا، درس دوندورب الطب في جامعة أمستردام بين عامي 1982 و 1986، وحصل على «دكتوراه» في الطب «بامتياز»، أصبح مهتماً بخصائص تدفق الدم (الريولوجيا) عندما كان طالباً في الطب ووجد أن «تشوه الخلية الحمراء» تم تقليله بشكل غير عادي في الملاريا المنجلية في عودة المسافرين الهولنديين، وهي الملاحظة التي كانت لتوجيهه نحو الدراسات في الفيزيولوجيا المرضية للملاريا. وبحلول عام 1999، تم تسجيله كطبيب في الأمراض المعدية، عندما أكمل أيضاً درجة الدكتوراه في الفيزيولوجيا المرضية للملاريا المنجلية الحادة، مع الإشارة بشكل خاص إلى «تشوه الخلية الحمراء»، تضمن هذا البحث التحليلات السريرية المكتملة في تايلاند (1995-1996) وكينيا (1997- 1998). وبعد مرور عام، تم تسجيله كطبيب للعناية المركزة في قسم طب العناية المركزة، المركز الطبي الأكاديمي، أمستردام، هولندا. منذ عام 2001، واصل دوندورب بحثه كنائب مدير ورئيس قسم أبحاث الملاريا.

## الخلفية والبحث
ركزت الاهتمامات البحثية الرئيسية لشركة دوندورب الانتباه على الفيزيولوجيا المرضية وعلاج الملاريا الحادة، ومقاومة الأدوية المضادة للملاريا، وتطوير ممارسة العناية المركزة في البلدان منخفضة الدخل.
«السبب الرئيسي لمرضك الشديد بسبب الملاريا الحادة هو أن خلايا الدم الحمراء التي تأوي الطفيلي تصبح لزجة للغاية وتلتصق بجدران أصغر الأوعية الدموية في جميع الأعضاء الحيوية، مثل الدماغ والكلى والأوعية الدموية الرئوية. يمنع الدورة الدموية الطبيعية ويمكن أن تكون قاتلة».
كشفت نتائج دراساته السريرية عن الأوعية الدموية الصغيرة (دوران الأوعية الدقيقة) لدى مرضى الملاريا الحادة أن الخلايا الحمراء تصبح جامدة وتفقد القدرة على تغيير شكلها يفقدون مرونتهم بالمرور عبر الأوعية الدموية التي يقل قطرها عن الخلايا الحمراء.
تضعف هذه الصلابة تدفق دوندورب هذا ضعف تدفق الأوعية الدقيقة بسبب صلابة الخلية الحمراء في الملاريا الحادة
تم العثور على أهمية تنبؤية قوية أيضاً في كمية البلازما، وهو بروتين أطلقه الطفيل المعزول. يساهم هذا البروتين في الحماض الأيضي الذي يظهر لدى الأشخاص المصابين بالملاريا الحادة. ومع ذلك أظهر فريقه مقاومة للأرتيميسينين في غرب كمبوديا. يجب العثور على علاجات جديدة لاحتواء الجهود المبذولة لمكافحة هذا التهديد الخطير لمكافحة الملاريا العالمية.
وقد أبرز أن مقاومة مادة الأرتيميسينين والبيبيراكون مصدر قلق حقيقي، وإذا أصبحت الملاريا غير قابلة للعلاج، فستشكل تهديداً كبيراً للسيطرة على انتشار الملاريا من جنوب شرق آسيا إلى أفريقيا، وهو بالتالي «سباق مع الزمن».

## منظمة الصحة العالمية
أوصت منظمة الصحة العالمية بالأرتيزونيت في تفضيله لكينيدين لعلاج الملاريا الحادة وقد تم استخدامه في حميع أنحاء العالم لسنوات عديدة. ينتمي الأرتيسونات إلى فئة الأدوية المعروفة باسم الأرتيميسن، وهي مشتقات من الشيح الحلو. تأمل دوندورب في الاستفادة المثلى من مجموعة واسعة من الخبرات في فريق الخبراء التقنيين المعني بمقاومة الأدوية المضادة للملاريا. ينصحون وينفذون برامج لمنظمة الصحة العالمية بشأن جوانب احتواءه مقاومة مادة الأرتيميسنين.